# Egira amamiensis
Egira amamiensis là một loài bướm đêm trong họ Noctuidae.